# Hermòcrates de Rodes
Hermòcrates de Rodes (Hermocrates, Ἑρμοκράτης) fou un ambaixador rodi al servei de Pèrsia. Artaxerxes II de Pèrsia Memnó (404 aC-358 aC) el va enviar a Grècia durant l'expedició d'Agesilau a Àsia per subornar als estats grecs i així aconseguir que els espartans haguessin de cridar a Agesilau. Segons Xenofont fou enviat no pel rei mateix sinó pel sàtrapa Titraustes.